# Radio KRM
Radio KRM är ett album av den svenska komikern Svullo. KRM är en förkortning på "kukrunkarmaskinen" som var namnet på en sketch av den svenska artisten Errol Norstedt. Med CD-skivan medföljer en VHS som bland annat innehåller musikvideon till albumets låtar.

## Låtlista
1. Radio KRM - 02:11
2. Do The Svullo Dance - 03:45
3. Första Telefåneriet - 03:05
4. Big Block - 03:42
5. Andra Telefåneriet - 03:02
6. K.I.F. - 03:57
7. Tredje Telefåneriet - 02:17
8. Öl-låten - 04:13
9. Fjärde Telefåneriet - 04:22
10. Hängere' Så Svängere' - 03:21
11. Femte Telefåneriet - 01:54
12. Swenglish In Space - 03:03
13. Det Slutgiltiga Telefåneriet - 05:14
14. Du Har Inte Sett Ett Skit - 05:49